# Église Sainte-Gertrude de Wurtzbourg
L’église Sainte-Gertrude est une église catholique dans la vieille ville de Wurtzbourg.

## Histoire
L'église dédiée à Gertrude de Nivelles est construite vers 1130 par l'architecte de la cité Enzelin en tant qu'église propriétaire dans la banlieue nord de Pleich et est élevé au statut d'église paroissiale en 1133 par l'évêque Embricho. En 1248, le patronage passa au couvent de Saint-Marc, également appelé monastère de Saint-Marx, qui est attribué à l'ordre dominicain en 1246. En 1250, le chœur gothique est inauguré. De 1611 à 1613, l'église est reconstruite dans sa forme actuelle par le prince-évêque Jules Echter von Mespelbrunn.
L'église, après les dégâts de la Seconde Guerre mondiale en 1945, est reconstruite vers 1950.

## Architecture
L'église Sainte-Gertrude est une église-halle avec un toit à pignon et un chœur escamoté, elle possède un clocher occidental carré avancé avec un toit pointu. La hauteur du clocher est d'environ 35 m. La maçonnerie en plâtre a des cadres en grès et des entrelacs de fenêtres dans le style dit post-gothique. La nef a un toit plat et quatre axes de fenêtres avec des fenêtres en arc brisé. La sacristie est au nord du chœur.
À l'extérieur du bâtiment de l'église, du côté sud-ouest, se trouve une extension de toit en appentis d'un étage avec une ouverture en arc de panier et des figures de grès insérées. Ils viennent de la Renaissance, Jörg Riemenschneider les crée au milieu du XVIe siècle.
Les œuvres d'art spéciales sont le crucifix de Julius Bausenwein et des pierres tombales (dont une pierre tombale pour le conseiller Hans Schiler, également connu sous le nom de Johann Schiller, décédé en 1492, et sa femme Elisabeth, décédée en 1487, vers 1485-1490 et une épitaphe pour Kilian Baiß (mort en 1531 ) vraisemblablement par Jörg Riemenschneider).
À partir de 1978, les restes du sanctuaire avec le "corps sacré" du martyr Adrianus, victime de l'incendie de 1945, sont conservés dans un petit reliquaire. Les os du saint sont restaurés en 1806 par les citoyens de Pleich et mis en place dans l'église.
L'église a une sonnerie majeure à quatre parties avec les tons mi, fa dièse, sol dièse et si. Elle furent coulées en 1956 par la société Schilling à Heidelberg.

## Source
- (de) Cet article est partiellement ou en totalité issu de l’article de Wikipédia en allemand intitulé « St. Gertraud (Würzburg) » (voir la liste des auteurs).

1. ↑  (de) Enno Bünz, « Die Gründung einer hochmittelalterlichen Stadtpfarrei: St. Gertraud in Würzburg 1133 », Kirche, Glaube, Theologie in Franken,‎ 2022, p. 305-320 (lire en ligne)